# Trinacria (Schiff)
Die Trinacria war ein Passagierschiff der britischen Reederei Anchor Line, das von 1871 bis 1893 Passagiere und Frachtgut von Glasgow abwechselnd nach New York City, ins Mittelmeer und nach Indien beförderte. Die Trinacria sank am 7. Februar 1893 an der Küste Nordspaniens nach einer Kollision mit einem Felsen in dichtem Nebel. 34 Menschen starben.

## Das Schiff
Die Trinacria (alter Name für Sizilien) wurde 1871 in Glasgow auf der Schiffsbauwerft Robert Duncan & Company am Clyde für die Anchor Line, eine 1856 gegründete britische Dampfschifffahrtsgesellschaft mit Sitz in Glasgow, gebaut. Das 2107 BRT große Dampfschiff lief am 18. Juni 1871 vom Stapel und wurde im August desselben Jahres fertiggestellt. Der Dampfer konnte 75 Passagiere der Ersten, 100 der Zweiten und 500 der Dritten Klasse transportieren. Das Schiff wurde nach einem alten Begriff für die Insel Sizilien benannt. Der aus Eisen gebaute Schiffsrumpf war 93,27 Meter lang, 10,48 Meter breit und hatte eine Seitenhöhe von 8,93 Metern. Er verfügte zudem über sechs wasserdichte Schotten. Die Trinacria hatte einen Einzelpropeller, einen einzelnen Schornstein und drei Masten mit der Takelage einer Bark.
Die beiden Verbunddampfmaschinen der Trinacria, die aus den Finnieston Steamship Works in Glasgow stammten, leisteten 624 PS und ermöglichten eine maximale Reisegeschwindigkeit von elf Knoten (20,37 km/h). Die Trinacria wurde für den transatlantischen Passagierverkehr gebaut und verkehrte zunächst auf der Strecke Glasgow–Liverpool–Halifax–Saint John–New York. Am 2. September 1871 lief der Dampfer in Glasgow zu seiner Jungfernfahrt über den Nordatlantik aus und erreichte New York am 26. September.
Bis zum 4. Mai 1874 vollendete die Trinacria 18 Überfahrten auf dieser Route. Im Dezember 1872 und Juli 1874 unternahm sie je eine längere Mittelmeerexkursion und lief dabei die Häfen von Triest, Messina, Palermo und Valencia an. Bis Oktober 1879 fuhr das Schiff 13 Mal von Liverpool nach Bombay und zurück. 1882 kam es um Umbaumaßnahmen, in deren Rahmen die Passagierkapazitäten geändert wurden. Die Trinacria konnte nun 69 Erste-Klasse-Passagiere und 910 Reisende Dritter Klasse aufnehmen. Der Rauminhalt erhöhte sich von 2107 BRT auf 2256 BRT. Bis 1893 dampfte sie von Glasgow zu verschiedenen Anlaufhäfen im Mittelmeer und dann weiter nach New York.

## Untergang
Am Mittwoch, dem 1. Februar 1893 legte die Trinacria unter dem Kommando von Kapitän Samuel Murray in Glasgow zu einer weiteren Fahrt ins Mittelmeer ab. Murray hatte schon mehrere Schiffe der Anchor Line kommandiert. Dies war jedoch seine erste Fahrt als Kapitän der Trinacria. Am 2. Februar wurde ein Zwischenhalt in Greenock eingelegt. An Bord waren 37 Besatzungsmitglieder und lediglich vier Passagiere. Die Fahrgäste waren drei Frauen, Miss Stirling, Miss Sevell und Mrs. Bell, sowie ein Kind, Kitty Smith. Der nächste Zwischenstopp sollte Gibraltar am 9. Februar sein. Endstation der Reise war Neapel.
Auf dem Weg durch den Golf von Biskaya verschlechterte sich das Wetter erheblich. Die See wurde stürmisch und es herrschte eine äußerst geringe Sichtweite. Am Dienstag, dem 7. Februar passierte die Trinacria die Küste von Galicien in südlicher Richtung. Es herrschte dichter Nebel, sodass an Bord des Dampfers der Leuchtturm von Cabo Vilán nicht ausgemacht werden konnte. An Bord hatte man die Orientierung verloren. Um 06.00 Uhr morgens am 7. Februar lief die Trinacria vier Seemeilen nordöstlich des Leuchtturms von Cabo Vilán in der Nähe des Kap Finisterre auf Grund. Ein großes Loch wurde in den Rumpf gerissen, durch das schnell große Mengen Seewasser hereinbrachen.
Das festsitzende Schiff begann sofort unter den gewaltigen Wogen auseinanderzubrechen. Die vier Passagiere wurden in ein Rettungsboot gesetzt, ertranken aber, als dieses kenterte und sank. Danach krachte ein Brecher in die Trinacria, der den Schornstein und die Masten abknicken und über Bord gehen ließ. Die noch an Bord befindlichen Menschen wurden ins Meer gespült. Sieben Besatzungsmitglieder schafften es lebend an Land. Die Kraft der Wellen riss ihnen die Kleidung vom Leib, sodass sie größtenteils nackt das Ufer erreichten. 34 Menschen kamen ums Leben, darunter alle Passagiere, der Kapitän, der Leitende Offizier und der Schiffsarzt. Mehrere Leichen und große Teile der Ladung wurden aus dem aufgebrochenen Wrack an das Ufer gespült.
Das Unglück ereignete sich in der Nähe der Stelle, an der am 9. November 1890 der Torpedokreuzer Serpent der Royal Navy nach einer Felskollision untergegangen war. Dabei hatten nur drei der 276 Menschen an Bord überlebt.